# Emanuel Rego
Emanuel Fernando Scheffer Rego CavMM (Curitiba, 15 de abril de 1973) é um ex-jogador brasileiro de vôlei de praia. Competiu em cinco Jogos Olímpicos seguidos, formando dupla com o jogador Ricardo em duas delas e com Alison Cerutti na última. Participou das Olimpíadas de Atlanta 1996, Sydney 2000, Atenas 2004, Pequim 2008 e Londres 2012.
Emanuel foi escolhido como o Atleta da Última Década do Século em votação realizada pela Federação Internacional de Voleibol (FIVB). É o maior vencedor do Circuito Mundial com dez títulos, além de ser o maior vencedor de etapas do Circuito Mundial, com 77 medalhas de ouro, 37 de prata e 41 de bronze. Emanuel é ainda o jogador com mais títulos na história do voleibol de praia, 155, superando o americano Karch Kiraly. Em 2016, foi introduzido no Hall da Fama do Voleibol por sua "carreira lendária".

## Carreira
Emanuel começou a carreira no vôlei indoor, defendendo o Curitibano, no Paraná. Em 1991, passou a jogar paralelamente vôlei de praia, pelo qual optou definitivamente para se transformar em um dos jogadores mais vitoriosos de todos os tempos. Foi dez vezes campeão do Circuito Mundial, oito vezes campeão do Circuito Brasileiro e venceu o Campeonato Mundial em três temporadas.
Em março de 2005, após o ouro nos Jogos Olímpicos de Verão de 2004, foi admitido junto com o também medalhista Bernardinho à Ordem do Mérito Militar no grau de Cavaleiro especial pelo presidente Luiz Inácio Lula da Silva.
Em junho de 2011, tornou-se pela terceira vez campeão mundial de vôlei de praia ao lado do parceiro Alison Cerutti, em Roma, derrotando os também brasileiros Márcio Araujo e Ricardo Santos.
Esteve presente nas cinco primeiras edições dos Jogos Olímpicos que contaram com o torneio de vôlei de praia (Atlanta 1996, Sydney 2000, Atenas 2004, Pequim 2008 e Londres 2012), conquistando ouro, bronze e prata, respectivamente, nas três últimas. Emanuel foi eleito pela Federação Internacional de Voleibol (FIVB) o melhor jogador da década de 1990. Em 2002, passou a atuar com Ricardo, com quem formou a mais vitoriosa parceria do país. Fez dupla com Pedro Solberg na temporada 2014, conquistando a medalha de bronze nos Jogos Sul-Americanos. Em março de 2016, o atleta comunicou a CBV que iria se aposentar após a disputa do Grand Slam do Rio, uma das etapas do Circuito Mundial.

## Vida pessoal
Emanuel é torcedor do Club Athletico Paranaense. É casado com a também medalhista olímpica Leila Barros, com quem tem o filho Lukas (n. 2011). De um relacionamento anterior tem o filho Mateus (n. 1997), que seguiu os passos do pai jogando vôlei.
Em 2004, Emanuel ofereceu publicamente a sua medalha de ouro para o maratonista Vanderlei Cordeiro de Lima, que recebeu apenas o bronze após ser atacado durante a prova de Atenas; contudo, este agradeceu e recusou o prêmio emocionado.

## Títulos
- 2013 - 4º lugar no Grand Slam de Gstadd (Suíça)
- 2013 - 4º lugar no Campeonato Mundial (Stare Jablonki, Polônia)
- Medalha de ouro nos Jogos Olímpicos (2004)
- Medalha de bronze nos Jogos Olímpicos (2008)
- Medalha de prata nos Jogos Olímpicos (2012)
- Campeonato Mundial (1999, 2003 e 2011)
- Copa do Mundo (2013)
- Medalha de ouro nos Jogos Pan-Americanos (2007 e 2011)
- Circuito Mundial (1996, 1997, 1999, 2001, 2003, 2004, 2005, 2006, 2007 e 2011)
- Circuito Brasileiro (1994, 1995, 2001, 2002, 2003, 2006 e 2011)
- Circuito Americano AVP (2000)

### Prêmios individuais
- Eleito 'Rookie of the Year' do Circuito Americano AVP (1998)
- Eleito 'Melhor Jogador' dos Jogos Olímpicos (2004)
- Escolhido 'Atleta da Última Década do Século' pela FIVB
- Eleito 'Melhor Jogador' do Circuito Mundial (2006 e 2011)
- Eleito 'Melhor Jogador' do Campeonato Mundial (2003)
- Eleito 'Jogador Mais Inspirador' do Circuito Mundial (2011)
- Eleito 'Personalidade do Ano' do Circuito Mundial (2005, 2010 e 2011)
- Eleito 'Melhor Jogador' do Circuito Brasileiro (2003, 2004 e 2010)
- Eleito 'Melhor Atacante do Circuito Brasileiro Banco do Brasil de 2006'[17]
- Eleito 'Melhor Atacante' do Circuito Brasileiro (1999 e 2003)
- Eleito Prêmio Brasil Olímpico Vôlei de Praia (COB - 2003, 2004 e 2011)
- Rei da Praia (2004, 2005 e 2008)
- Eleito 'Vulto Emerito' da Cidade de Curitiba (2003)

## Honrarias
- Título de Cidadão Pessoense PB (1996)
- Título de Cidadão Carolinense MA (1997)
- Hall da Fama do Voleibol (2016)[18]